# Kamaishilite
La kamaishilite è un minerale.